# Werner Dworschak
Werner Dworschak ( 1951 - ) es un botánico austríaco que ha trabajado taxonómicamente con Orchidaceae, específicamente con el género GymnadeniaR.Br.

## Algunas publicaciones
- alfred Gößmann, werner Dworschak, wolfgang Wucherpfennig. 1986. Verbreitungsübersicht der heimischen Orchideen in Bayern ( Hoja de cálculo de las orquídeas nativas en Baviera) , Volumen 1 de Berichte aus den Arbeitskreisen Heimische Orchideen. 140 pp.

- La abreviatura «Dworschak» se emplea para indicar a Werner Dworschak como autoridad en la descripción y clasificación científica de los vegetales.[2]